# Neurothaumasia ragusaella
Neurothaumasia ragusaella är en fjärilsart som beskrevs av Maximilian Ferdinand Wocke 1889. Neurothaumasia ragusaella ingår i släktet Neurothaumasia och familjen äkta malar. Inga underarter finns listade i Catalogue of Life.